# Filare
Filare est une frazione située sur la commune de Gavorrano, province de Grosseto, en Toscane, Italie. Au moment du recensement de 2011 sa population était de 535 habitants.
Le village est situé dans la Maremme grossetaine, sur une crête nord-ouest de Monte Calvo, le long de la route de Bagno di Gavorrano à Gavorrano. Filare est né au début du XXe siècle comme village minier, habité par les travailleurs de la société Montecatini ; nombreuses plantes abandonnées autrefois utilisées pour l'excavation de pyrite sont visibles.
La frazione est composé des trois hameaux de Filare, Boschetto et Miniera, et pour cette raison il est statistiquement enregistré comme Filare-Boschetto-Miniera.